# Lepidotrigla oglina
Lepidotrigla oglina és una espècie de peix pertanyent a la família dels tríglids.

## Hàbitat
És un peix marí, batidemersal i d'aigües fondes que viu fins als 271 m de fondària.

## Distribució geogràfica
Es troba al Pacífic occidental: les illes Filipines i el nord del mar de la Xina Meridional.

## Observacions
És inofensiu per als humans.